# Długa Kościelna
Długa Kościelna – wieś sołecka w Polsce, w województwie mazowieckim, w powiecie mińskim, w gminie Halinów. Położona na Mazowszu, w zachodniej części Równiny Wołomińskiej, nad rzeką Długą. Graniczy z miastem Halinów.
Wieś jest siedzibą rzymskokatolickiej parafii św. Anny w Długiej Kościelnej.

## Historia
Miejscowość o rodowodzie średniowiecznym. Założona w XV wieku w układzie urbanistycznym ulicówki. W 1445 we wsi została erygowana parafia rzymskokatolicka św. Anny należąca wówczas do diecezji poznańskiej. Od tego czasu dobra ziemskie we wsi były własnością kościelną. 
Wieś duchowna Długa w 1580 roku znajdowała się w powiecie warszawskim ziemi warszawskiej województwa mazowieckiego; były to dobra wspólne kapituły kolegiackiej św. Jana Chrzciciela w Warszawie. 
Od III rozbioru Rzeczypospolitej wieś zmieniała kilkakrotnie przynależność państwową. Początkowo leżała w zaborze austriackim, po 1809 w Księstwie Warszawskim, od 1815 w Królestwie Polskim. Na przełomie XIX i XX wieku znajdował się tutaj silny ośrodek ruchu mariawickiego. Powstała parafia tego wyznania, która wyodrębniła się z parafii rzymskokatolickiej św. Anny.
W 2000 r. spłonął barokowy drewniany kościół rzymskokatolicki. W latach następnych wybudowano nową, murowaną świątynię katolicką, która nawiązuje architektonicznie do poprzedniej.
Okolice Długiej Kościelnej zamieszkuje niewielka społeczność wiernych Kościoła Katolickiego Mariawitów. We wsi znajduje się siedziba parafii mariawickiej Przenajświętszego Sakramentu i jedyny w Polsce czynny wolnostojący kościół tego wyznania (pozostałe parafie użytkują niewielkie kaplice domowe).
W roku 1922 powstała Ochotnicza Straż Pożarna w Długiej Kościelnej.
W 2022 na terenie Długiej Kościelnej powstał Targ Gołębi.

## Zabytki
Pod opieką konserwatorską znajdują się:
- park podworski
- cmentarz mariawicki
- cmentarz rzymskokatolicki

Do rejestru zabytków wpisane są:
- dzwonnica kościoła rzymskokatolickiego z przełomu XVI i XVII w.
- plebania rzymskokatolicka z połowy XIX w.
- neogotycki kościół Przenajświętszego Sakramentu z 1907
- dwór z połowy XIX w.
- czworaki z XIX w.